# Euphorbia clavigera
Euphorbia clavigera N.E.Br. es una especie fanerógama perteneciente a la familia Euphorbiaceae. Es endémica de Sudáfrica.

## Descripción
Es una pequeña planta suculenta, espinosa, con el tallo principal y la raíz tuberosa formando un cuerpo grande, sobre todo debajo de la tierra, alcanza un tamaño de 30 cm de largo y 15 cm de espesor.

## Ecología
Se encuentra en la fisuras de las rocas y el suelo de arena en los bosques abiertos y bosques costeros; a una altitud de ± 50 a 120 metros en Sudáfrica.
Es cultivada por los coleccionistas especializados. Se encuentra relacionada de cerca con Euphorbia schinzii, Euphorbia tortirama y Euphorbia groenewaldii.

## Taxonomía
Euphorbia clavigera fue descrita por Nicholas Edward Brown y publicado en Flora Capensis 5(2): 362. 1915.
Etimología
Euphorbia: nombre genérico que deriva del médico griego del rey Juba II de Mauritania (52 a 50 a. C. - 23), Euphorbus, en su honor – o en alusión a su gran vientre –  ya que usaba médicamente Euphorbia resinifera. En 1753 Carlos Linneo asignó el nombre a todo el género.
clavigera: epíteto latino que significa "baston nudoso".
Sinonimia
- Euphorbia persistens R.A.Dyer[5][6]